# Royale Entente Durbuy
Maillots
Actualités
Dernière mise à jour : 29 juin 2023.
La Royale Entente Durbuy est un club de football belge, initialement basé dans le village de Barvaux-sur-Ourthe, dans la commune de Durbuy. Le club est porteur du matricule 3008. Au départ de la saison 2022-2023, le club, qui a connu pas mal de remous pendant l'exercice précédent, trouve un accord avec la commune de Marche-en-Famenne.
Le club tire son nom actuel d'une fusion survenue en 2015, entre la Royale Entente Durbuysienne (matricule 3008) et le R. Bomal FC (matricule 3205).
Début juin 2023, le club se voit signifier qu'il est exclu des compétitions provinciales luxembourgeoise faute de disposer d'un terrain. Le « Comité Provincial luxembourgeois » a pris cette décision car la ville de Marche-en-Famenne, où le cercle avait trouvé refuge la saison précédente, refuse de prolonger la location des installations occupées par le matricule 3008 en 2022-2023.

## Repères historiques
- 1933 : 05/09/1933, Affiliation à l'URBSFA de L'ÉTOILE SPORTIVE DURBUYSIENNE comme «club débutant» qui se voit attribuer le matricule 1991.
- 1935 : 05/02/1935, Affiliation à l'URBSFA du SPORTING CLUB BARVAUTOIS qui se voit attribuer le matricule 2226.
- 1939 : 12/07/1939, L'ÉTOILE SPORTIVE DURBUYSIENNE (1991) devient «club effectif».
- 1941 : 23/06/1935, SPORTING CLUB BARVAUTOIS (2226) démissionne de l'URBSFA. Le matricule 2226 est radié.

Le club ci-dessus est officiellement différent du matricule 3008 dont question ci-après.
- 1949 : 22/11/1949, L'ÉTOILE SPORTIVE DURBUYSIENNE (1991) démissionne. Le matricule 1991 disparait.

- 1941 : 01/05/1941, fondation de SPORTING CLUB BARVAUTOIS qui s'affilie à l'URBSFA, le 28/06/1941 comme «club débutant» et se voit attribuer le matricule 3008.
- 1942 : 05/07/1942, SPORTING CLUB BARVAUTOIS (3008) devient «club effectif» au sein de l'URBSFA.
- 1966 : 15/06/1966, fondation de ÉTOILE SPORTIVE DURBUYSIENNE.
- 1967 : 01/07/1967, ÉTOILE SPORTIVE DURBUYSIENNE s'affilie à l'URBSFA et se voir attribuer le matricule 7042..
- 1991 : 29/05/1991, SPORTING CLUB BARVAUTOIS (3008) est reconnu «Société Royale» et adapte sa dénomination en ROYAL SPORTING CLUB BARVAUTOIS (3008), le 07/07/1991
- 1992 : Fin de l'exercice 1991-1992, ROYAL SPORTING CLUB BARVAUTOIS (3008) atteint les séries nationales pour la première fois. L'aventure dure trois saisons.
- 2003 : 01/07/2003, ROYAL SPORTING CLUB BARVAUTOIS (3008) fusionne avec ÉTOILE SPORTIVE DURBUYSIENNE (7042) pour former ROYALE ENTENTE SPORTIVE DURBUY-BARVAUX (3008). Le matricule 7042 démissionne le même jour.
- 2006 : 01/07/2006, ROYALE ENTENTE SPORTIVE DURBUY-BARVAUX (3008) change sa dénomination officielle et devient ROYALE ENTENTE SPORTIVE DURBUYSIENNE (3008).

- 2015 : 01/07/2015, ROYALE ENTENTE SPORTIVE DURBUYSIENNE (3008) fusionne avec ROYAL BOMAL FOOTBALL CLUB (3205) pour former ROYALE ENTENTE DURBUY (3008).
- 2016 : A la fin de l'exercice 2015-2016, ROYALE ENTENTE DURBUY (3008) revient en séries nationales après 21 ans et remporte directement le titre pour monter au 4e niveau hiérarchique.

## Histoire
Le club est fondé le 1er mai 1941, sous le nom de R. SC Barvautois (matricule 3008).
En 2020, Paul Tintin remet les clés du club de l’Entente Durbuy à son successeur: Ismaïl Rezki.

### Fusions
En 2003, le R. SC Barvautois (matricule 3008) fusionne avec l'Étoile Sportive Durbuysienne (matricule 7042) pour former la R. Entente Durbuysienne (matricule 3008).
Treize ans plus tard, le matricule 3008 fusionne avec le R. Bomal FC (matricule 3205), qui depuis quelques saisons échoue à atteindre la «Promotion» (à l'époque D4). Le club nouvellement constitué prend le nom de R. Entente Durbuy. L'appellation "Durbuy" a été choisie car la localité est connue internationalement.

### Reprises aléatoires
Le matricule 3008 subit un premier contrecoup durant la saison 2019-2020 quand son principal pourvoyeur financier, le Notaire liégeois Paul Tintin annonce qu'il se retire. La direction du cercle espérait que l'homme d'affaires Marc Coucke, actionnaire majoritaire du Sporting d'Anderlecht et ayant déjà investi dans diverses sociétés de la localité, aurait apporté sa pierre à l'édifice du club de football. Il n'est est finalement rien. À la suite des déclarations de P. Tintin, on pense que l'Entente Durbuy va redescendre volontairement mais là aussi, rien ne se passe.
En mai 2020, le club est vendu à une ASBL bruxelloise du nom de « Anneessens 25 » gérée par la famille d'Esmaël Rizki. Mais l'histoire d'amour entre les nouveaux propriétaires et leur acquisition ne dure pas. À peine cinq mois plus tard, « Anneessens 25 » se retire et laisse la main à un trio scharbeekois dont le membre le plus connu, footballistiquement parlant, est un entraîneur doté du diplôme UEFA-A, Monsieur Mahir Demiral. On parle alors d'une collaboration étroite entre la « R.E.D. » et le club du FC Schaerbeek (matricule 4133). Mais la vie du cercle de la « plus petit ville du monde » n'en devient pas un long fleuve tranquille pour autant. Que du contraire. Les résultats sportifs sont décevants. Et comme le staff et les joueurs mis en place multiplient les aller-retour entre Bruxelles et Durbuy, ce qui a le don d'user organismes et moral.
Le contexte de la pandémie de Covid-19 ne facilite évidemment pas les projets des différents repreneurs. 7e classé en mars 2020 quand les championnats sont suspendus puis définitivement arrêtés, le matricule 3008 gagne son 4e match par forfait (dossier Virton) après avoir subi solides trois défaites (0-4, 5-1, et 1-5) avant que le championnat 2020-2021 ne soit stoppé. Quand les compétitions reprennent avec la saison 2021-2022, Durbuy vit un long calvaire sportif. Les entraînements de l'équipe « A » sont donnés à Bruxelles ou à Nivelles ! Les joueurs ne viennent au stade qu'une semaine sur deux et donc le sentiment d'appartenance ou de jouer à domicile est très diffus. En décembre 2021, la R.E. Durbuy se cherche, pour la troisième fois en 20 mois, un nouveau repreneur !

### Arrivée d'Ousmane Sow
En mars 2022, alors que la relégation vers la D3 Amateur ACFF est une quasi certitude, une « fumée blanche » annonce que le matricule 3008 est proche avoir un nouveau patron. Celui s'avère être Ousmane Sow, un Parisien aux origines sénégalaises. Les proches suiveurs de la « R.E.D. » restent prudent, Monsieur Sow était actif à la La Louvière Centre de laquelle il a été prié de partir à la suite de plusieurs et longs litiges divers. L'information quant à l'intérêt de Sow, vis-à-vis de Durbuy, avait déjà été donnée par la RTFB en janvier 2022.
Contraint de reprendre en D3 ACFF, le club durbuysien se fait remarquer au moment de l'intersaison comme n'ayant pas ni terrain défini, si de siège social fixe ! Concernant l'aire de jeu, une période de « parades amoureuses » voit plusieurs localités avancer des offres pour attirer le club. Un curieux manège en soit car des offres envoyées sont annulées assez rapidement. Finalement, la Royale Entente Durbuy s'installe à Marche-en-Famenne.

### De nouveau sans terrain
En mai 2023 est sportivement sanctionné d'une second relégation consécutive qui le renvoie en P1 Luxembourgeoise. Quelques semaines après la fin de la compétition, la ville de Marche-en-Famenne signifie au club que la location des installations n'est pas reconduite. Règlementairement, la « R.E.D. » se retrouve dans une impasse quand le Comité Provincial luxembourgeois l'exclut de ses compétitions 2023-2024, faute de disposer installations. N'ayant son siège social fixé que depuis un an, le club ne peut le changer qu'après être resté deux ans à la même adresse !

## Résultats dans les divisions nationales
Statistiques mises à jour le 29 juin 2023 (terme de la saison 2022-2023)

### Bilan
| Niv | Divisions     | Jouées | Titres | TM Up | TM Down |
| --- | ------------- | ------ | ------ | ----- | ------- |
| I   | 1re nationale | 0      | 0      |       |         |
| II  | 2e nationale  | 0      | 0      |       |         |
| III | 3e nationale  | 0      | 0      |       |         |
| IV  | 4e nationale  | 8      | 0      |       |         |
| V   | 5e nationale  | 2      | 0      |       |         |
|     |               |        |        |       |         |
|     | TOTAUX        | 10     | 0      | 0     | 0       |

- TM Up : test-match pour départager des égalités, ou toutes formes de Barrages ou de Tour final pour une montée éventuelle.
- TM Down : test-match pour départager des égalités, ou toutes formes de Barrages ou de Tour final pour le maintien.

### Classements saison par saison
| Ordre               | Saison    | Nom du club       | Niveau                          | Classement final | Remarques                                                                                                |
| ------------------- | --------- | ----------------- | ------------------------------- | ---------------- | --- |
| 1                   | 1992-93   | R. SC Barvautois  | Promotion série D               | 11e/16           | |
| 2                   | 1993-94   | R. SC Barvautois  | Promotion série D               | 8e/16            | |
| 3                   | 1994-95   | R. SC Barvautois  | Promotion série D               | 14e/16           | Relégué !                                                                                                |
| séries provinciales |           |                   |                                 |                  | |
| 4                   | 2016-2017 | R. Entente Durbuy | Division 3 Amateur ACFF série B | 1er/14           | Champion et promu !                                                                                      |
| 5                   | 2017-18   | R. Entente Durbuy | Division 2 Amateur ACFF         | 8e/16            | |
| 6                   | 2018-19   | R. Entente Durbuy | Division 2 Amateur ACFF         | 8e/16            | |
| 7                   | 2019-20   | R. Entente Durbuy | Division 2 Amateur ACFF         | annulé           | En raison de la Pandémie de Covid-19, le championnat est arrêté après 24 journées". Durbuy est alors 7e  |
| 8                   | 2020-21   | R. Entente Durbuy | Divizsion 2 ACFF                | annulé           | En raison de la Pandémie de Covid-19, le championnat est arrêté après 24 journées". Durbuy est alors 13e |
| 9                   | 2021-22   | R. Entente Durbuy | Division 2 ACFF                 | 16e/16           | Relégué !                                                                                                |
| 10                  | 2022-23   | R. Entente Durbuy | Division 3 ACFF série B         | 15e/16           | Relégué !                                                                                                |
| séries provinciales |           |                   |                                 |                  | |